# Comuna Solčava
Solčava (Občina Solčava) este o comună din Slovenia, cu o populație de 548 de locuitori (2002).

## Localități
Logarska Dolina, Podolševa, Robanov Kot, Solčava